# 復興支援音楽祭 / 歌の絆プロジェクト
復興支援音楽祭  歌の絆プロジェクト（ふっこうしえんおんがくさい うたのきずなプロジェクト）は、三菱商事、朝日新聞社、福島放送（2021年）が共催する東日本大震災の被災地の復興支援を目的とした音楽祭である。

## 開催概要
- 2014年3月2日、仙台サンプラザホールにて開催。出演は、ゆず、ほか。[2]
- 2015年3月8日、ビッグパレットふくしまにて開催。出演は、ゆず、ラッキィ池田、ほか。[3]
- 2016年3月30日、岩手県民会館にて開催。出演は、葉加瀬太郎、西村由紀江、柏木広樹、ほか。[4]
- 2017年3月29日、郡山市民文化センターにて開催。出演は、葉加瀬太郎、西村由紀江、柏木広樹、ほか。[5]
- 2018年3月28日、仙台サンプラザホールにて開催。出演は、秦基博、ほか。[6]
- 2019年3月26日、岩手県民会館にて開催。出演は、秦基博、ほか。[7]
- 2020年3月25日、仙台サンプラザホールにて開催、出演は、Little Glee Monster、ほかの予定であったが、新型コロナウイルスの感染拡大予防のため中止となった。[8]
- 2021年3月23日、オンラインにて開催、出演は、Little Glee Monster、ほかの予定。[9]